# إيلين جو
إيلين جو (مواليد 3 سبتمبر 2003) هي لاعبة تزلج حر صينية- أمريكية المولد، فازت بالميدالية الذهبية في أولمبياد 2022.

## وصلات خارجية
- إيلين جو على موقع الاتحاد الدولي للتزلج (التزلج الحر) (الإنجليزية)
- إيلين جو على موقع اللجنة الأولمبية الدولية (الإنجليزية)
- إيلين جو على موقع أوليمبيديا (الإنجليزية)